# امیلی آلن
امیلی آلن (انگلیسی: Emily Allen؛ زادهٔ ۲۹ ژانویهٔ ۱۹۹۲) بازیکن فوتبال اهل بریتانیا است.